# Cratere Kaisa
Kaisa  è un cratere sulla superficie di Venere.